# Musée de Van
Le musée de Van est un musée archéologique en Turquie, situé dans la ville de Van. Ce musée de Van présente des objets provenant des fouilles de la capitale de l'Urartu,Tushpa et de Toprakkalei, situées à proximité de la ville de Van ainsi que de plusieurs forteresses situées près du Lac de Van . Le musée possède une riche collection d'inscriptions cunéiforme d'Urartu et la plus riche collection au monde de pièces liées à l'art d'Urartu.